# Histoire constitutionnelle de la Belgique
Pour les autres articles nationaux ou selon les autres juridictions, voir Histoire constitutionnelle.
L'histoire constitutionnelle de la Belgique commence en 1831 avec l'établissement du texte initial de la Constitution de la Belgique. Depuis, celle-ci a subi diverses révisions. Jusqu'aux années 1970 (première réforme de l'État), le système constitutionnel disposait d'une stabilité remarquable. Depuis, à la suite de la fédéralisation de l'État, de l'intégration à l'Union européenne et de l'influence de la Cour européenne des droits de l'homme, le rythme des révisions a augmenté à un tel point qu'elles sont aujourd'hui très fréquentes. Toutefois, un bon nombre d'articles fondamentaux, tels que ceux concernant les libertés des citoyens, n'ont jamais été révisés.
Les révisions sont regroupées en vagues successives. Les deux premières concernent essentiellement la démocratisation de la Nation. Les six suivantes sont des réformes de l'État qui ont vu la Belgique se transformer en un système fédéral. La cinquième réforme de l'État n'a pas conduit à la révision de la Constitution mais à des modifications des lois spéciales, nouvelles normes du droit constitutionnel belge.
Le 17 février 1994, sans rien changer ni au fond ni à l'esprit du texte, une renumérotation complète, une uniformisation de la terminologie et une réorganisation des articles et des titres de la Constitution ont eu lieu, afin de rendre le texte plus lisible et plus structuré. Alors que le contenu juridique est le même, on la qualifie aujourd'hui de « Constitution du 17 février 1994 ».

## La rédaction de la Constitution

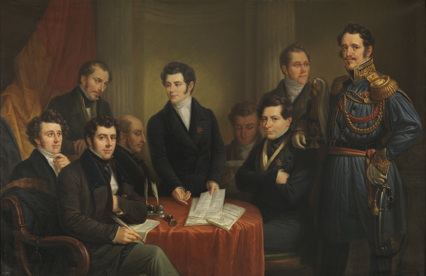
Tableau de Charles Picqué représentant le gouvernement provisoire avec, de gauche à droite : Alexandre Gendebien, André Jolly, Charles Rogier, Louis de Potter, Sylvain Van de Weyer, Feuillen de Coppin, Félix de Merode, Joseph Vanderlinden et Emmanuel Van der Linden d'Hooghvorst.

Le 4 octobre 1830, à la suite de la Révolution belge, un décret du Gouvernement provisoire proclame l'indépendance de la Belgique du Royaume uni des Pays-Bas. Un comité central commence aussitôt la rédaction d'une constitution que le Congrès national afin de l'examiner et de la modifier, dans le but de la soumettre au vote et de l'adopter. Cette démarche d'appeler de suite une assemblée constituante démontre la volonté de légitimer le nouvel État et de rétablir la stabilité aussi rapidement que possible.
La commission chargée de rédiger la Constitution est instituée le 6 octobre, elle est notamment composée de Jean-Baptiste Nothomb et Paul Devaux, elle accomplit son travail en à peine cinq jours et remet le 28 octobre son projet au gouvernement provisoire. Un projet de Constitution concurrent est déposé par Joseph Forgeur, Jean Barbanson, Jacques Fleussu et Charles Liedts. Ce projet s'intéresse particulièrement aux provinces et communes mais, pour le reste, est quasiment identique au projet de la commission.
Le 22 novembre 1830, pendant que la Conférence de Londres, réunissant notamment la Prusse, la Russie, l'Autriche, le Royaume-Uni et la France, s'interroge sur l'opportunité de reconnaître la Belgique, le Congrès national décide que le jeune État sera une monarchie constitutionnelle représentative héréditaire. Ce vote se fait à 174 voix contre 13,.
Le 25 novembre, le Congrès national reçoit la mission d'amender et de valider le projet de Constitution. Elle commence à débattre le 13 décembre, la question de la composition d'un Sénat est la première abordée. Le 7 février 1831, la clôture des débats est prononcée et le Congrès national adopte et sanctionne la Constitution belge. La date de la promulgation est inconnue, elle a dû avoir lieu entre 11 février 1831 et le 21 février 1831. La Constitution devait entrer en vigueur lors de l'entrée en fonction du Régent qui a eu lieu le 25 février 1831.
Le 20 juillet, sur proposition de Jean Raikem, le Congrès national insère les articles 85 et 86 (à l'époque 60 et 61) qui contiennent le nom du premier Roi des Belges. Le 1er septembre 1831, un arrêté royal ordonne l'insertion au Bulletin officiel du texte de la Constitution.

## 1893: le suffrage universel masculin tempéré par le vote plural
À partir de 1886, de grandes grèves insurrectionnelles touchent le bassin industriel wallon. Les ouvriers veulent pouvoir contrôler le Parlement afin d'améliorer leur vie quotidienne et réclament donc le suffrage universel. Ils sont soutenus par le Parti Ouvrier Belge qui ne dispose d'aucun élu. Les catholiques souhaitent favoriser dans le scrutin les propriétaires terriens et les libéraux veulent favoriser les classes instruites. Léopold II, quant à lui, veut pouvoir organiser des référendums royaux avant de promulguer certaines lois,.
L'idée du Roi est écartée, mais un compromis est trouvé entre catholiques, libéraux et socialistes : l'article 47, aujourd'hui 61 est modifié pour rendre le suffrage universel mais certaines personnes ont droit à plusieurs voix. Le système d'attribution des voix est calculé pour que le Parti Ouvrier Belge n'atteigne pas la majorité absolue et, afin de pérenniser cet équilibre, le vote est rendu obligatoire (Article 46, aujourd'hui 62) et l'on permet une introduction de la représentation proportionnelle à la place du système majoritaire.
Les conditions d'accès au Sénat sont aussi revues : le cens d'éligibilité est revu et l'on crée la catégorie des sénateurs provinciaux, dispensés du cens d'éligibilité.

## 1920-1921: le suffrage universel
À la suite de la Première Guerre mondiale, le suffrage universel non plural est instauré inconstitutionnellement par la loi du 9 mai 1919. La Cour constitutionnelle n'existant pas à l'époque pour annuler une telle loi, les chambres sont formées selon cette nouvelle disposition. L'article 47, aujourd'hui 61, est révisé pour régulariser cette situation le 7 février 1921.
Le constituant en profite pour constitutionnaliser la règle du scrutin proportionnel (article 48, aujourd'hui 62) le 15 novembre 1920, modifier les règles d'appartenance au Sénat (articles 56 bis et 56 ter) le 15 octobre 1921 et permettre aux parlementaires d'être rémunérés.
Enfin, les communes peuvent, à la suite de la révision du 15 octobre 1921, désormais s'associer entre elles pour former des intercommunales (article 108, aujourd'hui 162).
Il est à noter qu'une simple loi a permis l'extension du suffrage universel aux femmes en 1948, sans nécessiter de révision constitutionnelle. En effet, la Constitution utilisait les termes neutres citoyen ou Belge et ne faisait pas explicitement référence aux individus de sexe masculin, seules les lois électorales étaient plus précises.

## Fixation de la frontière linguistique

Le 8 novembre 1962 est fixée la frontière linguistique qui servira de base pour la création des futures communautés et Régions lors de la première réforme de l’État en 1970.

Après un premier tracé d'une frontière linguistique par la loi du 31 juillet 1921, un centre spécial est créé le 3 mai 1948 afin d'étudier les problématiques linguistiques, sociales  et culturelles belges : le Centre Harmel. Ses conclusions mèneront à la fixation de la frontière actuelle, le 8 novembre 1962. Cette frontière coupe notamment la province de Brabant en deux, au sud de Bruxelles qui, elle, obtient le bilinguisme le 2 août 1963. Ces deux éléments mèneront à la création des futures communautés et régions lors de la première réforme de l’État en 1970. La province de Brabant sera d'ailleurs finalement scindée le long de cette frontière le 1er janvier 1995 en créant le Brabant flamand au nord et le Brabant wallon au sud.
Toutefois, la question communautaire en Belgique reste forte et, pour tenter d'y remédier, on créera des facilités linguistiques dans certaines communes limitrophes, dont notamment certaines de la périphérie Bruxelloise. 43 communes proches de la frontière changeront de province avec l'adoption par la Chambre des représentants « projet Gilson » le 31 octobre 1962.

## Les réformes de l’État belge
| |  |  |
| Le 24 décembre 1970 la Constitution belge est révisée dans le cadre de la première réforme de l’État et la Belgique est alors divisée en trois communautés culturelles (carte de gauche) ainsi qu'en trois régions administratives (carte de droite). |  |  |

À la suite des tensions entre néerlandophones et francophones, une dualisation linguisitique de la vie politique s'opère et l'on précise la législation sur l'usage des langues en Belgique. Il est décidé de s'entendre pour permettre une plus grande autonomie de chacune des trois cultures : l'allemand, parlé dans les Cantons de l'Est depuis leur rattachement à la Belgique après la première Guerre mondiale, étant également pris en considération. C'est le début des réformes de l'État belge dès la fin des années 1960, dont certaines vont profondément modifier la Constitution de la Belgique et donner naissance au fédéralisme belge qui met fin à l'état-nation unitaire et lance la transition vers un état fédéral..
- La première réforme (1970-1973) introduit des changements majeurs dans les institutions de la Belgique, révisant la Constitution pour créer trois communautés culturelles, trois régions administratives et quatre régions linguistiques[13].

- Lors de la deuxième réforme (1980-1983), le troisième gouvernement de Wilfried Martens, une coalition d'union nationale, vote la quatrième série de révisions de la Constitution ainsi que la loi spéciale du 8 août 1980 qui donne la base légale nécessaire au transfert du personnel de l’administration fédérale vers les Communautés et les Régions, les mettant de facto progressivement en place, dix ans après leur création officielle. Cette réforme de l'État bouleversa l'équilibre institutionnel belge. Elle est le fruit des revendications des francophones qui se sentaient lésés puisque les communautés avaient été installées mais pas les régions[14].

- Lors de la troisième réforme (1988-1990), le huitième gouvernement de Wilfried Martens, une coalition pentapartite entre sociaux-chrétiens, socialistes et la Volksunie vote la cinquième série de révisions de la Constitution et crée, entre autres, la région de Bruxelles-Capitale.

- Lors de la quatrième réforme (1992-1994), le premier gouvernement de Jean-Luc Dehaene, une coalition quadripartite entre sociaux-chrétiens et socialistes, met en œuvre la sixième série de révisions de la Constitution, s'occupant presque exclusivement des tensions entre communautés[15]. Elle lance également la scission de la province de Brabant.

- La cinquième réforme (2000-2002), ne révise que très peu la Constitution (article 10, mais adopte une série de lois spéciales. Une loi de révision de l'article 7bis est toutefosi adoptée le 25 avril 2007.

- La sixième réforme (2011-2014) se passe en deux volets qui initient d'importants changements institutionnels et de nombreux transferts de compétences de l'État fédéral aux entités fédérées. Elle fait suite à la crise politique belge de 2010-2011 et est marquée par la scission de l'arrondissement électoral de Bruxelles-Hal-Vilvorde.